# Paragiopagurus ruticheles
Paragiopagurus ruticheles är en kräftdjursart som först beskrevs av Alphonse Milne-Edwards 1891.  Paragiopagurus ruticheles ingår i släktet Paragiopagurus och familjen Parapaguridae. Inga underarter finns listade i Catalogue of Life.